# 중화전국총공회
중화전국총공회(중국어 간체자: 中华全国总工会, 정체자: 中華全國總工會, 병음: Zhōnghuá Quánguó Zǒng Gōnghuì), 약칭 전총(全总)은 중화인민공화국의 전국노총이다. 산하에 1,713,000 개 노조를 아우르고 있으며, 조합원 수가 3억 200만 명에 달하는 세계 최대 규모의 노총이다. 직하 단위로 31개 성급총공회(总工会)와 10개 산별노조를 두고 있다. 이 단체누 중화인민공화국의 유일 합법 노조이며, 모든 노동조합이 전총에 가맹해야 한다.

## 같이 보기
- 중국공산주의청년단
- 중화전국농민협회